# Clerul (film)
Clerul (în poloneză Kler) este un film polonez din 2018 care a fost regizat de Wojciech Smarzowski pe baza unui scenariu scris de Smarzowski și Wojciech Rzehak. Filmul prezintă soarta a trei preoți catolici, interpretați de actorii Arkadiusz Jakubik, Robert Wieckiewicz și Jacek Braciak. După ce evenimente tragice din trecut au unit soarta a trei preoți catolici, viețile lor se vor contopi din nou, iar evenimentele care vor urma vor afecta destinul tuturor. Imaginea Bisericii Catolice, ca instituție privită „din partea sacristiei”, este arătată prin prisma destinului a trei clerici, ale căror vicisitudini demonstrează că și pentru preoți, la fel ca și credincioșilor „laici”, nimic uman nu le este străin.
Premiera a avut loc la 18 septembrie 2018 în timpul celui de-al 43-lea Festival de Film de la Gdynia, unde a primit premiul special al juriului, premiul pentru scenografie, premiul publicului și premiul jurnaliștilor. Filmul a avut premiera în cinematografe la 28 septembrie 2018. Este pe primul loc în lista filmelor cu cele mai mari venituri în cinematografele poloneze (filmele produse după 1989).
Muzica filmului a fost compusă de Mikołaj Trzaska și interpretată de acesta și Orkiestra Klezmerska Teatru Sejneńskiego.

## Prezentare
În genericul de la începutul filmului apare și următorul text din Matei 7: 15-16:
Păziți-vă de proroci mincinoși. Ei vin la voi îmbrăcați în haine de oi, dar pe dinăuntru sunt niște lupi răpitori. Îi veți cunoaște după roadele lor.
Cu câțiva ani în urmă, evenimente tragice au unit soarta a trei preoți catolici. La fiecare aniversare a dezastrului din care au scăpat în viață în mod miraculos, preoții se adună împreună pentru a sărbători mântuirea lor. Viața fiecăruia este diferită. Toți duc o viață dublă care nu este în conformitate cu standardele morale ale Bisericii Catolice.
Preotul Lisowski (Jacek Braciak) este angajat într-o curie dintr-un mare oraș unde visează să aibă o carieră la Vatican. Problema este că în drumul său se află Arhiepiscopul Mordowicz (Janusz Gajos), care abuzează de imoralitatea lui Lisowski și își folosește influența politică pentru a construi cel mai mare sanctuar din Polonia. Un flashback arată că homosexualul Lisowski a crescut într-un orfelinat catolic, unde copiii au fost umiliți și supuși unor pedepse corporale severe; el a văzut și cum un băiat mai mare violează băieți mai mici. Lisowski are un apartament de lux și conduce un Mercedes-Benz Clasa S. El instalează în secret un aparat de înregistrat în magnificul birou al arhiepiscopului. În acest fel, află că Mordowicz este vizitat adesea de prostituate, el poartă o mască de porc în timpul jocurilor sexuale, se lasă biciuit și țipă. Când Mordowicz refuză din nou cererea de a fi transferat la Roma, Lisowski guiță scurt în timpul conversației. Mordowicz își dă seama că Lisowski l-ar putea șantaja și, în cele din urmă, este de acord cu transferul. Se presupune că Lisowski este deja în contact cu un grup de homosexuali din Vatican.
Al doilea este preotul Trybus (Robert Wieckiewicz), un preot paroh rural care se luptă cu slăbiciunile umane (alcool, femei). A predicat public despre moralitate, dar a devenit dependent de alcool și are o relație sexuală cu tânăra sa menajeră Hanka Tomala (Joanna Kulig). După ce a aflat că va avea un copil, el o îndeamnă mai întâi să facă avort. Pentru a se menține pe linia de plutire financiară, își părăsește biserica în decădere și se îmbogățește din ce în ce mai mult din donații ale credincioșilor pentru slujbele sacramentale. În cele din urmă, Trybus își dă seama că o iubește pe Hanka. Ea s-a opus avortului; el îi promite că nu o să mai bea în viitor. Pentru ca amândoi să își poată continua relația, el îi închiriază un apartament în oraș. Se presupune că va renunța la profesia sa de preot.
Nu se comportă prea bine nici părintele Kukuła (Arkadiusz Jakubik). El este singurul dintre cei trei preoți care a avut o credință puternică și este dedicat bunăstării tinerilor locali. Deși colaborează cu instituțiile locale, cum ar fi poliția, pierde încrederea populației din cauza acuzațiilor de pedofilie. Unul dintre discipolii săi încearcă să se sinucidă după un astfel de abuz - cu toate că nu este clar cine este responsabil. Kukuła reușește să-i convingă pe enoriași că acuzațiile împotriva sa sunt greșite. Un flashback arată că însuși Kukuła a fost abuzat când a fost doar un băiat de altar de către capelanul său. În timpul unei slujbe duminicale, el dezvăluie acest lucru enoriașilor săi care sunt șocați. El se sinucide spectaculos: la ceremonia de inaugurare a sanctuarului promovat de arhiepiscopul Mordowicz, s-a stropit cu benzină în timpul predicii arhiepiscopului și s-a incendiat.

## Distribuție
- Arkadiusz Jakubik - Preotul Andrzej Kukula
- Robert Wieckiewicz - Preotul Tadeusz Trybus
- Jacek Braciak - Preotul Leszek Lisowski
- Joanna Kulig - Hanka Tomala
- Janusz Gajos - Arhiepiscopul Mordowicz
- Adrian Zaremba - Vicarul Jan
- Magdalena Celówna-Janikowska - Natalia
- Antoni Barłowski - Czekaj
- Jacek Beler - Preotul Petarda
- Stanisław Brejdygant - Preotul Teodor
- Bartosz Bielenia - Toady

## Producție
Producția filmului a costat echivalentul a aproximativ 2,5 milioane de euro. Clerul a fost filmat în Voievodatul Polonia Mică, inclusiv scene filmate în Cracovia, Brzesko, (Palatul Goetz - sediul filmului arhiepiscopului Mordowicz) sau în gara Warszawa Grochów. Pentru câteva scene de interior, echipa de filmări a trebuit să se deplaseze la Orlová, Karviná în Republica Cehă (parohia Nașterii Fecioarei Maria din Orlová din Zaolzie, Ostrava), deoarece nicio parohie din Polonia nu a fost de acord să se filmeze în biserica sa. Preoți activi, dar și foști preoți, au dat sfaturi pe toată durata producției. Victimele abuzurilor sexuale comise de clerici își spun cuvântul în acest film. Filmul a avut premiera mondială în timpul Festivalului de film polonez de la Gdynia.

## Lansare și primire
Premiera a avut loc la 18 septembrie 2018 în timpul celui de-al 43-lea Festival de Film de la Gdynia, unde a fost nominalizat la premiile Leii de Aur. A câștigat în 2018 premiul special al juriului pentru „prezentarea unui subiect social important”, premiul pentru scenografie (Jagna Janicka), premiul publicului și premiul jurnaliștilor. A primit în 2019 premiul Vultur (poloneză: Orzeł) la categoria Cea mai bună muzică (Mikołaj Trzaska), premiul Vultur la categoria cel mai bun rol principal masculin (Jacek Braciak) și premiul Vultur la categoria cel mai bun rol masculin în rol secundar (Janusz Gajos) și premiul publicului (Premiile Filmului Polonez, 2019). În 2019, la Festivalul Internațional de Film Transilvania de la Cluj-Napoca a primit Premiul FIPRESCI.
Filmul a apărut în cinematografe la 28 septembrie 2018, iar în weekendul premierei sale (28 - 30 septembrie 2018) a fost urmărit de 935.357 de spectatori, ceea ce reprezintă cel mai bun rezultat din istoria cinematografiei poloneze (înainte și după 1989); în plus este pe locul 3, cu 5.184.258 de spectatori, în lista celor mai vizionate filme din Polonia după 1989, fiind întrecut de Pan Tadeusz (6.168.344 de spectatori) și Prin foc și sabie (7.151.354 de spectatori). A fost prezentat de până la 24 de ori pe zi într-un cinematograf multiplex din Zabrze.
A avut încasări de 105.261.308 de zloți polonezi (și aproximativ 29.913.342 de dolari americani în total). În afara Poloniei, a fost proiectat în cinematografe din Regatul Unit, Norvegia, Islanda, Olanda și Germania, unde a câștigat în plus aproximativ 2 milioane de dolari.
La 6 februarie 2019, filmul a fost lansat pe DVD și Blu-Ray. Lansările pe CD conțin o descriere audio pentru persoanele cu deficiențe de vedere și subtitrări în limbile poloneză și engleză.
Filmul a declanșat o dezbatere aprinsă despre Biserica Catolică și rolul acesteia în societatea poloneză. Preotul Tadeusz Isakowicz-Zaleski a criticat filmul ca fiind subiectiv și tendențios. Directorul Telewizja Polska, Jacek Kurski, a descris filmul drept o provocare. În mai multe orașe, cum ar fi Ostrołęka sau Ełk, s-a încercat să se împiedice difuzarea acestuia în cinematografe. Paweł Soloch, șeful autorității de securitate națională din Polonia, a comparat filmul cu producții antisemite difuzate de propagandă nazistă.
Publicistul Tomasz Raczek a afirmat că filmul arată în mod impresionant eradicabilitatea Bisericii Catolice, deoarece Andrzej Wajda a vrut cândva să arate același lucru despre regimului socialist cu Omul de marmură. Smarzowski nu a intenționat să rănească sentimentele cuiva, ci mai degrabă să stimuleze gândirea, a spus episcopul de Opole, Andrzej Czaja, într-o recenzie pozitivă a filmului. Arhiepiscopul  romano-catolic de Gniezno Wojciech Polak, a comentat filmul, „Poate fi o realitate exagerată, o portretizare caricaturală, dar nu putem spune că nu există. Pentru noi, „Clerul” este o chemare la muncă concretă asupra noastră, la schimbări ale fundamentelor noastre, la o mai mare sensibilitate.”
Smarzowski însuși a declarat că a realizat filmul în principal din cauza scandalurilor (abuzurilor sexuale și altele) din Biserica Catolică din Europa de Vest și America de Nord. El a sugerat că funcția de preot se bazează pe încrederea socială. Clericii sunt un exemplu moral pentru credincioși și trebuie să trăiască cinstit. El s-a apărat împotriva acuzațiilor de discreditare deliberată a bisericii. Mai degrabă, el vrea să aducă o contribuție la faptul că oamenii nu văd preoții ca sfinți, ci ca semeni ai lor care au și slăbiciuni.

## Continuare
O continuare a filmului (în coproducție) este în lucru, cu un buget de 20 de milioane de euro. Probabil noul film va prezenta o intrigă bazată pe întâmplări de la Vatican.